# Nico Freriks
Nico Petrus Johannes Freriks (Uden, 22 december 1981) is een voormalig Nederlands volleybalinternational. Hij werd geboren in Uden, maar groeide op in Horst (Limburg).
In 2004 maakte hij op 22-jarige leeftijd zijn olympisch debuut. Met het Nederlandse olympische volleybalteam behaalde hij een negende plaats overall.
Hij speelde 347 interlands voor het Nederlands volleybalteam.

## Palmares
Clubs
Supercups: 
| BEL  | NED  | NED  | BEL  | BEL  | NED  | ESP  | BEL  |
| 2002 | 2003 | 2004 | 2006 | 2007 | 2009 | 2010 | 2011 |

Bekers
| BEL  | NED  | NED  | AUT  | BEL  | ESP  | GER  |
| 2003 | 2004 | 2005 | 2006 | 2008 | 2011 | 2013 |

Kampioenschap
| BEL  | AUT  | BEL  | BEL  | POL  | ESP  | IRI  | IRI  |
| 2003 | 2006 | 2007 | 2008 | 2009 | 2011 | 2014 | 2015 |

MEVZA 
| AUT  |
| 2006 |

Challenge cup (Europacup)
| POL  |
| 2009 |

Nationaal team
European League 
| Brons | Goud | Goud |
| 2004  | 2006 | 2012 |

## Clubs
| land | club                      | van  | tot  |
| ---- | ------------------------- | ---- | ---- |
| NED  | Hovoc Horst               | 1993 | 1998 |
| NED  | Facopa Weert              | 1998 | 1999 |
| NED  | Talent Team/SSS Barneveld | 1999 | 2001 |
| BEL  | Noliko Maaseik            | 2001 | 2003 |
| NED  | Omniworld Almere          | 2003 | 2005 |
| AUT  | Hypo Tyrol Innsbruck      | 2005 | 2006 |
| BEL  | Knack Randstad Roeselare  | 2006 | 2008 |
| POL  | Jastrzębski Węgiel        | 2008 | 2009 |
| NED  | Nesselande Rotterdam      | 2009 | 2010 |
| ESP  | Unicaja Almeria           | 2010 | 2011 |
| BEL  | Knack Roeselare           | 2011 | 2012 |
| RUS  | Lokomotiv Belogorie       | 2012 | 2012 |
| GER  | Moerser S.C.              | 2012 | 2013 |
| ITA  | Bre Banca Lannutti Cuneo  | 2013 | 2013 |
| FRA  | Beauvais Oise UC          | 2013 | 2014 |
| IRI  | Kalleh Mazandaran         | 2014 | 2014 |
| IRI  | Paykan Tehran             | 2014 | 2015 |
| IRI  | Kalleh Mazandaran         | 2015 | 2016 |
| NED  | Hovoc Horst               | 2016 | 2019 |
| NED  | VC Limac                  | 2019 | -    |

Rob Bontje · Albert Cristina · Kay van Dijk · Nico Freriks · Dirk-Jan van Gendt · Mike van de Goor · Guido Görtzen · Robert Horstink · Marko Klok · Reinder Nummerdor · Richard Schuil · Jeroen Trommel